# Avenida Pachacútec
La avenida Pachacútec es una de las principales avenidas de la ciudad de Lima, capital del Perú. Se extiende de noroeste a sur, y luego, de suroeste a sureste. Recorre los distritos de San Juan de Miraflores, Villa María del Triunfo y Villa El Salvador, a lo largo de más de 50 cuadras. El viaducto elevado de la línea 1 del Metro de Lima y Callao se yergue a lo largo de toda su berma central, entre las avenidas Miguel Iglesias y La Unión.

## Recorrido
Sigue el trazo de la avenida Los Héroes, en el distrito de San Juan de Miraflores.